# Samat Sadykow
Samat Sadykow (ros. Самат Садыков, ur. 8 maja 1920 we wsi Kara-Saj w rejonie Lejlek, zm. 1 maja 1945 we Friesack) – radziecki wojskowy, młodszy sierżant, nagrodzony pośmiertnie tytułem Bohatera Związku Radzieckiego (1945).

## Życiorys
Urodził się w kirgiskiej rodzinie chłopskiej. Skończył 7 klas, pracował w kołchozie, 16 października 1940 został powołany do Armii Czerwonej, od marca 1943 uczestniczył w wojnie z Niemcami. Walczył na Froncie Centralnym, Zachodnim, Briańskim, Białoruskim, 2 i 1 Białoruskim, brał udział m.in. w bitwie o Dniepr, operacji homelsko-rzeczyckiej, brzesko-lubelskiej, kalenkowicko-mozyrskiej, wiślańsko-odrzańskiej i berlińskiej. Szczególnie wyróżnił się podczas operacji warszawsko-poznańskiej na terytorium Polski jako celowniczy stacjonarnego karabinu maszynowego 1 szwadronu 16 gwardyjskiego pułku kawalerii 4 Gwardyjskiej Dywizji Kawalerii 2 Gwardyjskiego Korpusu Kawalerii 1 Frontu Białoruskiego w stopniu młodszego sierżanta. 20 lipca 1944 brał udział w forsowaniu Bugu, później w walkach o Włodawę, 24 lipca w walkach o Łuków, a 31 lipca w walkach o Siedlce. W walkach o Bydgoszcz w styczniu 1945 koło torów kolejowych ogniem z karabinu maszynowego zadał Niemcom duże straty w ludziach i zniszczył ich 3 ciężkie i 5 lekkich karabinów maszynowych. 26 stycznia 1945 brał udział w walkach o Deutsch Krone (obecnie Wałcz). Łącznie, według uzasadnienia nadania mu tytułu Bohatera Związku Radzieckiego, podczas swojej drogi bojowej zabił ok. trzystu Niemców, w tym dwóch majorów i do 15 innych oficerów. Zginął w walkach na terytorium Niemiec. Został pochowany we Friesacku. Jego imieniem nazwano szkołę, a rodzinną wieś przemianowano na Samat.

## Odznaczenia
- Złota Gwiazda Bohatera Związku Radzieckiego (pośmiertnie, 31 maja 1945)
- Order Lenina (pośmiertnie, 31 maja 1945)
- Order Czerwonego Sztandaru (8 września 1944)
- Order Wojny Ojczyźnianej I klasy (27 maja 1945)
- Medal za Odwagę (dwukrotnie, 25 sierpnia 1943 i 27 października 1943)